# Watertoren (Leerdam 1900)
De eerste watertoren in de Nederlandse stad Leerdam is gebouwd in 1900 door bouwbedrijf Visser & Smit Hanab in opdracht van de N.V. Leerdamsche Waterleiding Mij. Het ontwerp was van Visser en Bottenberg met advies van J.P. Hazeu.
De watertoren had een hoogte van 25,50 m en een waterreservoir van 140 m³. Het water werd met behulp van een stoommachine uit een bron bij de watertoren van 36 meter diepte opgepompt. De toren is nog vóór 1930 gesloopt.
De watertoren stond op hetzelfde terrein als de in 1929/1930 gebouwde watertoren.